# ReWind
ReWind  ist eine Software, die es ähnlich wie Wine erlaubt, Programme, die für das Betriebssystem Windows geschrieben wurden, mit einer Art Kompatibilitätsschicht bzw. Emulation unter der grafischen Benutzeroberfläche von Unix (FreeBSD, Solaris, Linux) laufen zu lassen.
Die Bezeichnung ReWind steht für Re-engineering Windows bzw. nach Ove Kaaven für „Rewind to the old Windows days“.
ReWind ist im März 2002 als Projektaufspaltung (englisch Fork) aus Wine entstanden, als Wine von der MIT-Lizenz (auch X11-Lizenz genannt) zur LGPL wechselte. ReWind konnte daraufhin im Gegensatz zu Wine weiterhin proprietäre Softwareprodukte integrieren statt diese nur noch linken zu dürfen.
Seit Oktober 2005 schien das Projekt (wahrscheinlich wegen schwindendem Entwicklerkreis und geringer Nutzerzahl) gestorben zu sein, die Homepage auf SourceForge wurde durch ein anderes Projekt gleichen Namens ersetzt. Im März 2006 nahm sich Transgaming des ReWind-Projektes an und stellte die alte Projektseite unter seine Schirmherrschaft. Inzwischen ist ReWind vollständig in Cedega aufgegangen.